# Монтгомери, Тим
Тимоти Монтгомери (англ. Timothy Montgomery, род. 25 января 1975 года) — американский легкоатлет. В 2005 году был уличён в употреблении стероидов, в связи с чем аннулированы показанные им результаты, включая мировой рекорд 2002 года в беге на 100 м — 9,78. После ухода из большого спорта был осуждён за подделку чеков в Нью-Йорке и торговлю героином в Хэмптон-Роудс (шт. Вирджиния). С 2008 года находился в заключении.

## Спортивная карьера
Перед тем, как начать легкоатлетическую карьеру, Монтгомери играл в баскетбол и американский футбол.
Он учился в Blinn Junior College в г. Бренеме (штат Техас), затем с 1994 года — в Государственном университете Норфолка (Norfolk State University), расположенном в Хэмптон-Роудз и известном своей сильной легкоатлетической командой. Во время учёбы он принял участие в нескольких юниорских легкоатлетических соревнованиях, добившись успехов в спринте и эстафете.
Монтгомери принял участие в отборочных соревнованиях Олимпийских игр 1996 года в беге 100 м, однако не прошёл, и в Атланте бежал в эстафете 4×100 м, где команда США завоевала серебро, финишировав вслед за сборной Канады. В 1997 году он принял участие в первых своих крупных международных соревнованиях — чемпионате мира, где завоевал бронзовую медаль на стометровке. Через два года, на следующем чемпионате мира, он был шестым в беге на 100 м, однако завоевал золото в эстафете.
На Олимпиаду 2000 года в Сиднее в индивидуальном виде Монтгомери опять не попал, однако в составе сборной США завоевал золото в эстафете 4×100 м.
В сентябре 2002 года Монтгомери с попутным ветром 2,0 м/с пробежал стометровку за 9,78 с, превысив на 0,01 с мировой рекорд Мориса Грина. В дальнейшем этот результат был аннулирован по причине употребления спортсменом запрещённых препаратов.

## Допинг-скандал
На отборочных предолимпийских соревнованиях США в 2004 году Монтгомери финишировал седьмым на стометровке, в очередной раз не попав на Олимпиаду в индивидуальном виде. Перед соревнованиями Антидопинговое агентство США (en:United States Anti-Doping Agency, USADA) обвинило его в применении допинга. Согласно сообщениям прессы, Монтгомери заявил, что он и некоторые другие американские атлеты (включая звезду бейсбола Барри Бондса получали стероиды от лаборатории BALCO, расположенной в Сан-Франциско. Монтгомери был дисквалифицирован на 4 года. Он подал апелляцию в Спортивный арбитражный суд в Лозанне (англ. Court of Arbitration for Sport, CAS), однако 12 декабря 2005 года суд признал его виновным и установил двухлетний срок дисквалификации. Все результаты спортсмена с 31 марта 2001 года, включая мировой рекорд, были аннулированы.. После оглашения приговора Монтгомери объявил об уходе из большого спорта.
Под следствием по поводу применения допинга находилась также его бывшая сожительница Мэрион Джонс, чемпионка олимпийских игр 2000 года в Сиднее в беге на 100 м.
24 ноября 2008 года Монтгомери был уличён в употреблении тестостерона и гормона роста перед эстафетой 4×100 м на Олимпиаде в Сиднее, где он в составе команды США завоевал золотую медаль. До сих пор не ясно, приведёт ли этот факт к аннулированию золотых медалей, вручённых остальным членам эстафетной команды США — Бернарду Уильямсу, Брайану Льюису, Морису Грину и Кеннету Брокенбурру. Как заявил представитель МОК, решение будет зависеть от результатов расследования деятельности лаборатории BALCO.

## Обвинение в отмывании денег
В апреле 2006 года Монтгомери был арестован по делу об отмывании денег. Он обвинялся в депонировании трёх фальшивых чеков на сумму 775 тыс. долларов. За посредничество в операции Монтгомери предположительно получил 20 000 долларов. По делу также проходил Стив Риддик, бывший тренер Монтгомери..
Риддик был приговорён к 4 годам тюремного заключения. Шестимесячный срок за дачу ложных показаний по делу получила Мэрион Джонс. 9 апреля 2007 года Монтгомери был признан виновным и 16 мая 2008 года приговорён к 46 месяцам тюрьмы.

## Обвинение в сбыте наркотиков
1 мая 2008 года Монтгомери было предъявлено обвинение в сбыте 100 г героина в Вирджинии-Бич в 2007 году. Как заявил сам Монтгомери газете «The Virginian Pilot», он невиновен, и обвинение стало для него неожиданностью. В октябре 2008 года Монтгомери был признан виновным и приговорён к 5 годам лишения свободы.

## Личная жизнь
У Монтгомери четверо детей, из них один сын, Тим (род. 28.06.2003) от известной американской спортсменки Мэрион Джонс. В настоящее время Монтгомери и Джонс расстались. В 2009 году, отбывая срок в тюрьме, Монтгомери женился на Джамали, матери других его детей.